# Seriatopora caliendrum
Seriatopora caliendrum е вид корал от семейство Pocilloporidae. Възникнал е преди около 0,13 млн. години по времето на периода кватернер. Видът е почти застрашен от изчезване.

## Разпространение и местообитание
Разпространен е в Австралия, Бахрейн, Британска индоокеанска територия, Вануату, Виетнам, Гуам, Джибути, Египет, Еритрея, Йемен, Израел, Индия, Индонезия, Йордания, Ирак, Иран, Камбоджа, Катар, Кирибати, Коморски острови, Кувейт, Мавриций, Мадагаскар, Майот, Малайзия, Маршалови острови, Мианмар, Микронезия, Мозамбик, Науру, Нова Каледония, Обединени арабски емирства, Оман, Пакистан, Палау, Папуа Нова Гвинея, Провинции в КНР, Реюнион, Саудитска Арабия, Северни Мариански острови, Сейшели, Сингапур, Соломонови острови, Сомалия, Судан, Тайван, Тайланд, Тувалу, Уолис и Футуна, Фиджи, Филипини, Шри Ланка и Япония.
Обитава океани, морета, заливи и рифове в райони с тропически климат. Среща се на дълбочина от 2 до 57 m, при температура на водата от 25,5 до 28,9 °C и соленост 34,5 – 35,2 ‰.